# 斯派恩島
斯派恩島（英語：Spine Island），是南極洲的島嶼，處於科羅內申島和蒙羅島之間，屬於南奧克尼群島的一部分，在1821年由捕海豹者發現，現時由南極條約體系管理。